# Saison 2 d'Only Murders in the Building
Chronologie
 Saison 1 Saison 3
Cet article présente le guide des épisodes de la deuxième saison de la série télévisée comédie américaine Only Murders In The Building diffusée sur Hulu et Disney+.

## Synopsis
Charles, Oliver et Mabel se lancent dans une course contre la montre pour démasquer le meurtrier de Bunny Folger, présidente du conseil d’administration de l’Arconia. Cependant, les problèmes s’accumulent : le trio est publiquement mis en cause dans cette affaire, devient malgré lui le sujet d’un podcast concurrent mené par Cinda Canning et doit affronter un groupe de voisins new-yorkais convaincu de sa culpabilité...

## Distribution

### Acteurs principaux
- Steve Martin (VF : Bernard Gabay) : Charles-Haden Savage
- Martin Short (VF : Bernard Alane) : Oliver Putnam
- Selena Gomez (VF : Karine Foviau) : Mabel Mora
- Cara Delevingne (VF : Marie Tirmont) : Alice Banks[2]
- Adina Verson (VF : Emilie Duchênoy) : Poppy White (épisode 10 - récurrente, 5 épisodes)

### Acteurs récurrents
- Michael Cyril Creighton (VF : Nicolas Djermag) : Howard Morris
- Amy Ryan (VF : Sybille Tureau) : Jan Bellows
- Tina Fey (VF : Stéphanie Lafforgue) : Cinda Canning
- Ryan Broussard (VF : Diouc Koma) : Will Putnam
- Jackie Hoffman (VF : Virginie Ledieu) : Uma Heller
- Da'Vine Joy Randolph (VF : Virginie Emane) : l'inspecteur Williams
- Jaboukie Young-White : Sam (VF : Mike Fédée)
- Daniel Oreskes (VF : Jean Barney) : Marv
- Ali Stroker (VF : Julia Boutteville) : Paulette
- Orson Hong : Grant
- Teddy Coluca (VF : Hervé Jolly) : Lester
- Jayne Houdyshell (VF : Annie Le Youdec) : Bunny Folger / Mme Gambolini
- Nathan Lane (VF : Franck Gourlat) : Teddy Dimas
- James Caverly : Theo Dimas
- Russell G. Jones (VF : Daniel Lobé) : Dr Grover Stanley
- Zoe Colletti (VF : Léopoldine Serre) : Lucy
- Michael Rapaport (VF : Jérôme Pauwels) : Détective Kreps
- Christine Ko (VF : Chloé Berthier) : Nina Lin
- Ariel Shafir (VF : Sacha Petronijevic) : Ivan

### Invités
- Amy Schumer : elle-même (épisodes 1 et 2)[3]
- Ben Livingston : le père de Charles (épisode 2)
- Shirley Maclaine (VF : Cathy Cerdà) : Rose Cooper / Leonora Folger (épisodes 2 et 9)
- Andrea Martin (VF : Anne Rondeleux) : Joy (épisodes 6 et 10)
- Jane Lynch (VF : Josiane Pinson) : Sazz Pataki (épisode 6)
- Mark Consuelos : le père de Mabel (épisode 7)
- Jason Veasey (VF : Vincent Touré) : Jonathan (épisodes 8 et 10)
- Paul Rudd (VF : Anatole de Bodinat) : Benjamin « Ben » Glenroy (épisode 10)

## Épisodes

### Épisode 1:Suspects principaux
- États-Unis : 28 juin 2022 sur Hulu
- Mondial : 28 juin 2022 sur Disney+ Star

- Amy Schumer

Charles, Oliver et Mabel sont arrêtés et interrogés par la police avant d'être libérés et invités à rester en dehors de l'affaire. En rentrant dans leurs appartements, Mabel leur suggère de suivre les conseils de la police et de rester à l'écart de l'affaire. Elle est ensuite invitée par une femme nommée Alice (Cara Delevingne) à une exposition d'art dans une galerie locale et elle encourage Mabel à poursuivre l'art à nouveau. Oliver rencontre Amy Schumer qui veut transformer le podcast en série télévisée. 
Pendant ce temps, Charles est approché pour jouer "Oncle Brazzos" dans un reboot de Brazzos. Plus tard, le trio découvre que Cinda Canning a lancé un nouveau podcast sur eux trois intitulé Only Murderers In The Building, ce qui va encourager le trio à enquêter sur cette affaire pour blanchir leurs noms. Mabel révèle à Charles et Oliver que Bunny lui a dit "14" avant de mourir. 
Le trio fait irruption dans l'appartement de Bunny et découvre son perroquet de compagnie imitant Bunny. Quand Howard et Uma rentrent dans l'appartement, le trio se cache et les entend paniquer à propos d'un tableau manquant dans l'appartement de Bunny. 

### Épisode 2:Coup monté
- États-Unis : 28 juin 2022 sur Hulu
- Mondial : 28 juin 2022 sur Disney+ Star

- Amy Schumer

Charles se rend compte que l'une des personnes présentes sur le tableau, découvert dans son appartement, est son père, tandis que Mabel révèle à Charles et Oliver que Bunny lui a également dit "Savage" avant de mourir. 
À l'invitation d'Howard, le trio assiste à un mémorial pour Bunny, prévoyant de retourner le tableau dans l'appartement de Bunny. Là-bas, ils rencontrent Leonora Folger, la mère de Bunny et la propriétaire du tableau. Oliver et Mabel glissent le tableau dans l'ascenseur jusqu'à l'appartement de Bunny, prévoyant de rencontrer Charles à l'extérieur près de l'ascenseur, mais Charles laisse accidentellement la porte se fermer, les enfermant. Pris de panique, ils cachent le tableau près d'une benne à ordures mais plus tard, en revenant chercher le tableau, ils s'aperçoivent que le tableau a disparu. 
Plus tard, Mabel retourne au studio d'art où Alice l'encourage à briser une sculpture pour libérer ses émotions et elles finissent par s'embrasser. 

### Épisode 3:Le Dernier Jour de Bunny Folger
- États-Unis : 5 juillet 2022 sur Hulu
- Mondial : 5 juillet 2022 sur Disney+ Star

Le trio essaie de découvrir à quoi ressemblait le dernier jour de Bunny avant sa mort. Dans un flashback, il est révélé qu'il s'agissait du dernier jour de Bunny en tant que présidente du conseil d'administration et qu'elle envisageait de déménager en Floride après sa retraite. Elle a ensuite reçu un appel téléphonique d'une personne mystérieuse qui voulait acheter sa peinture, mais elle a rejeté sa demande. Elle a également donné de l'argent à son serveur de café habituel, Ivan, afin qu'il puisse poursuivre son rêve de devenir DJ, et a facilement réparé l'ascenseur quand elle, Charles et Mabel se sont retrouvés coincés dedans. À la fin de la journée, elle a réalisé à quel point l'Arconia comptait pour elle et a finalement décidé de ne pas prendre sa retraite, contrariant son successeur, Nina Lin, qui l'a ouvertement menacée de démissionner. Plus tard, Bunny rend visite à Charles, Oliver et Mabel, offrant une bouteille de champagne dans l'espoir de se joindre à leur célébration. Cependant, ils ne l'ont pas invitée. 

### Épisode 4:C'est Toi Que Je Regarde
- États-Unis : 12 juillet 2022 sur Hulu
- Mondial : 12 juillet 2022 sur Disney+ Star

Lucy, la fille de l'ex-petite amie de Charles, se présente à l'improviste à son appartement. En trouvant par hasard le couteau qui a tué Bunny dans la cuisine de son ex-beau-père, elle révèle à Charles, Oliver et Mabel qu'il y a des tunnels secrets à l'intérieur des murs de l'Arconia qu'elle a découverts des années plus tôt. Alors que les trois personnages traversent les tunnels, ils entendent une conversation entre Nina et son mari, discutant du fait que Bunny devait partir pour que l'Arconia puisse être modernisé. Oliver est également témoin d'une dispute entre Teddy et Theo Dimas, qui ont été libérés sur parole, ce qui oblige Oliver à réévaluer sa relation avec son fils. 
Plus tard, le trio et Lucy rendent visite à Nina pour lui faire avouer le meurtre de Bunny, mais elle commence à avoir des contractions et leur demande de trouver le vrai tueur de Bunny. Lucy avoue à Charles qu'elle s'est enfuie de chez elle après le remariage de sa mère. Charles, bien que touché par les paroles de Lucy selon lesquelles il est le meilleur beau-père qu'elle ait jamais eu, insiste pour qu'elle rentre chez elle. 

### Épisode 5:Le Tic
- États-Unis : 19 juillet 2022 sur Hulu
- Mondial : 19 juillet 2022 sur Disney+ Star

Jan dit à Charles que le tueur est peut-être un artiste puisqu'il a recomposé la scène du crime pour piéger Mabel. Charles et Oliver apprennent que Mabel sort avec Alice, qui se trouve être une artiste, et ils se méfient d'elle. Lors d'une soirée organisée par Alice, Oliver propose un jeu de meurtre appelé Son of Sam. À la fin du jeu, il déclare Alice être l'assassin et lui pose une multitude de questions sur elle, la forçant à révéler qu'elle a menti sur ses antécédents et ses études afin que les gens pensent qu'elle est une artiste légitime. Plus tard, ils apprennent que Bunny a rencontré quelqu'un dans son café habituel un jour avant sa mort et que cette personne pourrait être le véritable tueur. Alice s'excuse auprès de Mabel de ne pas avoir été honnête avec elle, et les deux se réconcilient en partageant des secrets personnels. 

### Épisode 6:Évaluation
- États-Unis : 26 juillet 2022 sur Hulu
- Mondial : 26 juillet 2022 sur Disney+ Star

Le trio espère demander l'aide du détective Williams afin de lui montrer une boite d'allumette qu'ils ont trouvée car celle-ci porte des empreintes digitales, potentiellement celles du tueur, mais elle est en congé maternité. Lorsqu'ils reçoivent un message en son nom pour laisser les preuves qu'ils ont trouvées dans un lieu public, ils craignent que la personne derrière le message soit le tueur qui tente de mettre la main sur les preuves. Ils décident alors de laisser une bombe de paillettes à la place des preuves pour finalement attraper le tueur, mais leurs problèmes personnels les distraient pendant l'attente jusqu'à ce qu'ils manquent leur chance. 
Pendant ce temps, Cinda trouve un homme du passé de Mabel qui prétend que Mabel a coupé un de ses doigts, et elle veut l'utiliser dans son podcast. L'assistante de Cinda, Poppy, cependant, a des doutes à ce sujet et, quand Cinda lui refuse une promotion alors que c'est Poppy qui réalise l'essentiel du travail de recherche et d'écriture pour les podcasts, décide de révéler des vérités cachées sur Cinda à Mabel. Mabel se rend plus tard au studio d'art d'Alice où elle trouve Alice en train de recréer la scène du crime du meurtre de Bunny pour une série de clichés. Le cœur brisé, Mabel s'enfuit, mais voit une personne remplie de paillettes dans le métro. 

### Épisode 7:Retourner toutes les pièces
- États-Unis : 2 août 2022 sur Hulu
- Mondial : 2 août 2022 sur Disney+ Star

Une série de flashbacks montre la relation de Mabel avec son père avant la mort de ce dernier d'un cancer. À la suite de l'incident du métro, Mabel se réveille dans l'appartement de Théo sans aucun souvenir de l'attaque et son sac a disparu. Theo lui explique qu'il était aussi dans la voiture de métro, il a donc vu la scène et a ramené Mabel à la maison après qu'elle s'est évanouie. Il montre également à Mabel un badge d'employé de Coney Island que son agresseur avait laissé tomber, alors le duo décide de se rendre sur place pour enquêter. 
Mabel récupère son sac avant que son agresseur ne la découvre, mais la boite d'allumettes avec les empreintes digitales qui se trouvait dans son sac a disparu. Pendant ce temps, le détective Williams rend visite à Charles et Oliver, qui révèlent qu'ils ont le couteau du meurtre. 
Après avoir quitté Coney Island, Mabel pardonne à Theo la mort de Zoe et se souvient de la nuit du meurtre de Bunny, réalisant qu'elle a vu quelqu'un s'échapper de son appartement et qu'elle n'est pas donc la personne qui aurait potentiellement poignardé Bunny. 

### Épisode 8:L'obscurité la plus totale
- États-Unis : 9 août 2022 sur Hulu
- Mondial : 9 août 2022 sur Disney+ Star

Sachant que Lucy est toute seule dans l'appartement de Charles, le trio se précipite vers l'Arconia pour la sauver du tueur. Pendant ce temps, la panne d'électricité oblige les habitants d'Arconia à établir de nouvelles connexions. 
Howard profite de la soirée avec l'un de ses voisins, pour qui il a le béguin, et finit par lui demander de sorti avec lui, malgré l'allergie de l'homme aux chats. Parallèlement, Lester, le portier de l'immeuble, aide Nina à assembler une balançoire pour bébé, au cours de laquelle Nina apprend à évaluer le travail de Lester et lui donne une promotion. 
Le trio découvre que quelqu'un est entré par effraction dans l'appartement de Charles et a poursuivi Lucy à travers les tunnels secrets. Ils rencontrent plus tard Marv, un des fans du podcast du trio, dans les tunnels, croyant qu'il est le tueur, mais en réalité, Marv voulait aider le trio à attraper le tueur mais l'a involontairement effrayé par sa présence. 
À la demande de Marv, Oliver accepte de l'enregistrer pour un épisode de podcast tandis que Lucy raconte enfin à Charles ce qu'elle a vu la nuit du meurtre de Bunny. 

### Épisode 9:Sparring-partners
- États-Unis : 16 août 2022 sur Hulu
- Mondial : 16 août 2022 sur Disney+ Star

Mabel essaye de confronter le détective Kreps à propos de son implication dans le meurtre de Bunny, mais il nie tout. Cependant, il mentionne son admiration pour les podcasts de Cinda, ce qui renforce les soupçons de Mabel. 
Pendant ce temps, Charles et Oliver découvrent le tableau original de Rose Cooper cachée sous la cage du perroquet de Bunny. Charles découvre, en outre, que Leonora est Rose Cooper elle-même. Elle révèle à Charles que son père et elle étaient amants depuis des années et qu'il a été arrêté pour avoir tenté de la défendre contre son mari abusif. Elle montre également à Charles un autre tableau caché dans la toile, montrant le jeune Charles et son père regardant Arconia. 
Par ailleurs, Oliver apprend que Teddy est bien le père biologique de Will, mais, pour l'amour de Will, ils décident tous les deux de garder cela secret. 

### Épisode 10:Je sais qui l'a fait
- États-Unis : 23 août 2022 sur Hulu
- Mondial : 23 août 2022 sur Disney+ Star

- Paul Rudd (Ben Glenroy)

Le trio organise une soirée de révélation du tueur afin de retrouver le tueur de Bunny et d'inciter ce dernier à avouer le meurtre commis. Après avoir échoué avec Cinda, Mabel déclare Alice le tueur, ce qui semble être vrai quand Alice poignarde Charles à l'estomac. Cinda félicite Mabel d'avoir résolu l'affaire et l'invite à avoir son propre podcast à ses côtés, ce qui rend Becky si frustrée qu'elle révèle involontairement des informations que seul le tueur connaîtrait. Alors que Charles se réveille indemne, tous les invités révèlent que toute la fête était un acte pour exposer Becky comme le véritable tueur. 
Le détective Williams a découvert que le couteau du meurtre contenait l'ADN de Becky et Mabel s'est rendu compte que Bunny lui avait dit "14 Sandwich", qui était le repas préféré de Becky au restaurant habituel de Bunny. Becky est arrêtée avec Kreps, qui se révèle être l'amant de Becky. Leur motif était de faire un podcast sur le meurtre prémédité de Bunny pour devenir célèbre. Avec l'affaire qui se conclut enfin, Charles obtient un rôle approprié dans le reboot de Brazzos et demande à sa maquilleuse Joy de sortir avec lui, Mabel et Alice se remettent ensemble, et Oliver se réconcilie avec son fils, qui sait déjà qu'ils ne sont pas biologiquement liés. 